# 동방 프로젝트의 등장인물 목록
동방 프로젝트의 등장인물 목록에서는 동인 서클〈상하이 앨리스 환악단〉(서클 대표자는 ZUN)에서 제작한 탄막 슈팅 게임 및 그 파생 작품군 《동방 프로젝트》에 등장하는 가공의 캐릭터에 대해 해설한다.
본 항목에서는 2차 설정과 2차 저작물의 캐릭터에 대해서는 게재하지 않는다.

## 주인공
하쿠레이 레이무
- 하쿠레이 신사의 무녀. PC-98판에서는 신자체(霊)를 사용하지 않고〈博麗 靈夢〉로 표기되었다.

키리사메 마리사
- 마법의 소녀.

## Windows판 작품

### 동방홍마향
루미아
- 1면 중보스 및 보스. 어린 소녀의 모습을 한 요괴. 사람을 먹는 요괴로 칭해졌다.

대요정
- 2면 중보스. 녹색머리 요정. 동인계 설정에서는 치르노의 보조(?) 정도이다.

치르노
- 2면 보스. 호수에 사는 얼음의 요정.

홍 메이링
- 3면 중보스 및 보스. 홍마관의 문지기를 맡고 있는 중국인 풍의 요괴.

소악마
- 4면 중보스. 붉은머리 악마. 동인계 설정에서는 파츄리의 조수이다.

파츄리 널릿지
- 4면 보스, 엑스트라 중보스. 홍마관 지하의 대도서관에 사는 마법사.

이자요이 사쿠야
- 5면 중보스 및 보스, 6면 중보스. 홍마관의 메이드장.

레밀리아 스칼렛
- 6면 보스. 홍마관의 주인 흡혈귀 아가씨. 플랑드르 스칼렛의 언니.

플랑드르 스칼렛
- 엑스트라 보스. 레밀리아 스칼렛의 여동생. 무지갯빛의 날개를 가지고 있다.

기타 등장인물
- 플레이어 캐릭터
  - 하쿠레이 레이무
  - 키리사메 마리사

### 동방요요몽
레티 화이트락
- 1면 보스. 겨울에만 나타나는 요괴.

첸
- 2면 중보스 및 보스, 엑스트라 중보스. 꼬리가 2개인 고양이 요괴. 야쿠모 란의 식신.

앨리스 마가트로이드
- 3면 중보스 및 보스. 마법의 숲에 사는, 인형을 다루는 마법사.

릴리 화이트
- 4면 중보스. 봄이 오면 그것을 알리기 위해 나타나는 요정.

프리즘리버 세자매
- 4면 보스. 소령의 세자매. 장녀 루나사, 차녀 메를랑, 삼녀 리리카의 세 명으로 구성되어 있다.

콘파쿠 요우무
- 5면 중보스 및 보스, 6면 중보스. 사이교우지가의 정원사 겸 유유코의 경호역.

사이교우지 유유코
- 6면 보스. 백옥루 주님의 망령 공주.

야쿠모 란
- 엑스트라 보스, 판타즘 중보스. 야쿠모 유카리의 식신인 구미호 요괴. 식신 주제에 식신을 다룬다.

야쿠모 유카리
- 판타즘 보스. 다양한 사물의 경계를 조종하는 힘을 가진 요괴.

기타 등장인물
- 플레이어 캐릭터
  - 하쿠레이 레이무
  - 키리사메 마리사
  - 이자요이 사쿠야

- 보스
  - 치르노 : 1면 중보스

- 엔딩 게스트
  - 파츄리 널릿지
  - 레밀리아 스칼렛

### 동방췌몽상
이부키 스이카
- 플레이어 캐릭터. 환상향에 나타난 오니.

기타 등장인물
- 플레이어 캐릭터
  - 하쿠레이 레이무
  - 키리사메 마리사
  - 이자요이 사쿠야
  - 앨리스 마가트로이드
  - 파츄리 널릿지
  - 콘파쿠 요우무
  - 레밀리아 스칼렛
  - 사이교우지 유유코
  - 야쿠모 유카리
  - 홍 메이링 : Ver 1.10 이후의 매치 모드에서 등장

- 기타
  - 첸 : 야쿠모 유카리의 스펠카드
  - 야쿠모 란 : 야쿠모 유카리의 스펠카드

### 동방영야초
리글 나이트버그
- 1면 중보스 및 보스. 반딧불 요괴.

미스티아 로렐라이
- 2면 중보스 및 보스. 밤참새 요괴.

카미시라사와 케이네
- 3면 중보스 및 보스, EX면 중보스. 보름날 밤이 되면 백택으로 변신하는 반인반수.

이나바 테위
- 5면 중보스. 건강에 신경을 쓰고 오랫동안 살다가 요괴가 된 토끼.

레이센 우동게인 이나바
- 5면 보스. 달에서 도망쳐 온 토끼.

야고코로 에이린
- 6A면 중보스 및 보스, 6B면 중보스. 달의 현자인 약사. 호라이산 카구야의 하인.

호라이산 카구야
- 6B면 보스. 달의 공주.

후지와라노 모코우
- EX면 보스. 불로불사의 인간. 호라이산 카구야를 눈엣가시로 여기고 있다.

기타 등장인물
- 플레이어 캐릭터
  - 하쿠레이 레이무 : 4A면 보스로도 등장.
  - 키리사메 마리사 : 4B면 보스로도 등장.
  - 이자요이 사쿠야
  - 콘파쿠 요우무
  - 야쿠모 유카리
  - 앨리스 마가트로이드
  - 레밀리아 스칼렛
  - 사이교우지 유유코

- 엔딩 게스트
  - 야쿠모 란 : 야쿠모 유카리의 샷으로도 등장.
  - 첸
  - 파츄리 널릿지

### 동방화영총
샤메이마루 아야
- 플레이어 캐릭터. 요괴의 산에 사는 까마귀 가라스텐구. 환상향의 신문기자로 일하고 있다.

메디슨 멜랑콜리
- 플레이어 캐릭터. 은방울꽃이 피는 언덕에 버려진 인형으로, 오랜 은방울꽃의 독을 받는 가운데 요괴화된 존재.

카자미 유카
- 플레이어 캐릭터. 계절의 꽃을 아주 좋아하고, 일년 내내 어딘가 꽃이 피어있는 곳으로 움직이는 요괴.

오노즈카 코마치
- 플레이어 캐릭터. 염라인 시키에이키의 부하로, 죽은 영혼을 피안으로 나르는 삼도 뱃사공. 피안에 사는 사신.

시키에이키 야마자나두
- 플레이어 캐릭터. 죽은 사람을 심판하는 염라로, 사신인 오노즈카 코마치의 주인.

기타 등장인물
- 플레이어 캐릭터
  - 하쿠레이 레이무
  - 키리사메 마리사
  - 이자요이 사쿠야
  - 콘파쿠 요우무
  - 레이센 우동게인 이나바
  - 치르노
  - 리리카 프리즘리버
  - 미스티아 로렐라이
  - 이나바 테위
  - 루나사 프리즘리버 (매치모드 전용)
  - 메를랑 프리즘리버 (매치모드 전용)

- 엔딩 게스트
  - 파츄리 널릿지
  - 레밀리아 스칼렛
  - 사이교우지 유유코
  - 야고코로 에이린

- 기타
  - 릴리 화이트 : 특수 요정

### 동방풍신록
아키 시즈하
1면 중보스. 미노리코의 언니로, 단풍의 신. 자매로 환상향의 가을을 주관한다.
아키 미노리코
1면 보스. 시즈하의 여동생으로, 풍요의 신.
카기야마 히나
2면 중보스 및 보스. 고스로리 풍의 액신.
카와시로 니토리
3면 중보스 및 보스. 요괴의 산에 사는 갓파. 엔지니어.
이누바시리 모미지
4면 중보스. 산을 순찰하는 하얀 늑대 덴구.
코치야 사나에
5면 중보스 및 보스. 모리야 신사의 가제하후리로, 야사카 카나코와 모리야 스와코의 무녀이기도 한 소녀.
야사카 카나코
6면 보스, EX면 중보스. 코치야 사나에가 모시고 있는 산신.
모리야 스와코
EX면 보스. 모리야 신사에 모셔져 있는, 개구리의 모습을 한 신.
기타 등장인물
- 플레이어 캐릭터
  - 하쿠레이 레이무
  - 키리사메 마리사

- 보스
  - 샤메이마루 아야 : 4면 보스

- 엔딩 게스트
  - 레밀리아 스칼렛

### 동방지령전
키스메
1면 중보스. 어두운 밤에 길을 걸어가고 있으면 바로 위에서 내려와 머리에 부딪히는 공포의 요괴.
쿠로다니 야마메
1면 보스. 옛 도시 또는 동굴 깊은 곳에서 활동하고 있는, 거미 모습의 요괴.
미즈하시 파르시
2면 중보스 및 보스. 지상과 지하를 연결하는 수직동굴의 문지기. 질투의 성격으로 질투심을 조종하는 능력을 가지고 있다.
호시구마 유기
3면 중보스 및 보스. 오니사천왕 중 한명으로, 옛 지옥에 사는 악마.
코메이지 사토리
4면 보스. 지령전의 주인으로, 사람의 마음을 읽는 능력을 가진 요괴.
카엔뵤 린
5면 보스 및 4~6면 중보스. 코메이지 사토리의 애완동물 중의 하나로, 불타는 지옥의 터의 관리를 맡고 있다. 레이우지 우츠호의 친구.
레이우지 우츠호
6면 보스. 코메이지 사토리의 애완동물 중의 하나로, 지옥 까마귀. 카엔뵤 린과 함께 불타는 지옥의 터의 관리를 맡고 있다.
코메이지 코이시
Extra 보스. 코메이지 사토리의 여동생. 언니와 같이 마음을 읽는 능력을 가지고 있었으나, 언니와 달리 사람의 무서움을 읽어버려서 자신의 능력을 봉인해 마음을 닫아버렸다.
기타 등장인물
- 플레이어 캐릭터
  - 하쿠레이 레이무
  - 키리사메 마리사

- 지원요괴
  - 야쿠모 유카리 : 레이무 지원
  - 이부키 스이카 : 레이무 지원
  - 샤메이마루 아야 : 레이무 지원
  - 앨리스 마가트로이드 : 마리사 지원
  - 파츄리 널릿지 : 마리사 지원
  - 카와시로 니토리 : 마리사 지원

- 보스
  - 코치야 사나에 : EX면 중보스

- 게스트
  - 모리야 스와코 : EX면 만담 중에 등장

### 동방성련선
나즈린
1면 중보스 및 보스, 5면 중보스. 쥐의 요괴인 다우저로, 토라마루 쇼의 부하.
타타라 코가사
2면 중보스 및 보스, EX면 중보스. 우산이 변한 요괴인 가라카사.
쿠모이 이치린&운잔
3면 중보스 및 보스. 여승의 모습을 한 요괴와, 구름의 모습을 한 뉴도의 2인조.
무라사 미나미츠
4면 보스. 세라복을 입은 배유령. 뱌쿠렌이 만든 배 〈성련선〉의 선장.
토라마루 쇼
5면 보스. 비사문천의 제자이자 대리인이기도 한, 호랑이의 모습을 한 요괴.
히지리 뱌쿠렌
6면 보스. 마계의 일부인 〈법계〉에 봉인되어 있던, 인간 출신의 마법사.
호쥬 누에
4, 6면 중보스 및 EX면 보스. 지하에 봉인되었던 누에.
기타 등장인물
- 플레이어 캐릭터
  - 하쿠레이 레이무
  - 키리사메 마리사
  - 코치야 사나에

- 엔딩 게스트
  - 야사카 카나코
  - 모리야 스와코

### 동방신령묘
카소다니 쿄코
2면 중보스 및 보스. 명련사에 불문으로 들어간 메아리요괴.
미야코 요시카
3면 보스, 4면 보스의 공격옵션. 강시로 소생된 소녀.
곽청아 (카쿠 세이가)
4면 중보스 및 보스. 일명 〈세이가 냥냥〉. 영생을 추구하는 사선(邪仙)으로, 미야코 요시카의 주인.
소가노 토지코
5면 중보스, 6면 보스의 일부 스펠카드. 토요사토미미노 미코를 섬기는, 고대 일본의 호족 가문인 소가 씨의 망령.
모노노베노 후토
5면 보스, 6면 보스의 일부 스펠카드. 토요사토미미노 미코를 섬기는, 고대 일본의 호족 가문인 모노노베 씨의 시해선.
토요사토미미노 미코
6면 보스. 현대에 소생한 성인(聖人).
후타츠이와 마미조
EX면 보스. 사도에서 환상향에 온 요괴너구리인 바케다누키로, 호쥬 누에의 오랜 친구.
기타 등장인물
- 플레이어 캐릭터
  - 하쿠레이 레이무
  - 키리사메 마리사
  - 코치야 사나에
  - 콘파쿠 요우무

- 보스
  - 사이교우지 유유코 : 1면 보스
  - 타타라 코가사 : 3면 중보스
  - 호쥬 누에 : EX면 중보스

- 기타
  - 히지리 뱌쿠렌 : 곳곳에 이름만 등장

### 동방휘침성
와카사기히메
1면 보스. 안개의 호수에 사는 인어.
세키반키
2면 중보스 및 보스. 로쿠로쿠비. 목이 늘어나는 것이 아니라 머리와 몸통이 분리되는 유형이다.
이마이즈미 카게로
3면 중보스 및 보스. 미혹의 죽림에 숨어 사는 늑대 여인.
츠쿠모 벤벤
4A면 보스 및 4B면 중보스, EX면 중보스. 비파의 츠쿠모가미. 야츠하시의 언니.
츠쿠모 야츠하시
4A면 중보스 및 4B면 보스, EX면 중보스. 고토의 츠쿠모가미. 벤벤의 여동생.
키진 세이자
5면 중보스 및 보스, 6면 중보스. 아마노자쿠. 환상향을 뒤집어놓기 위해 신묘마루를 속이고 이용하고 있었다.
스쿠나 신묘마루
6면 보스. 잇슨보시의 후손인 난쟁이. 요술 망치를 옳고 그름을 가리는 데 이용한다.
호리카와 라이코
EX면 보스. 원래는 태고의 츠쿠모가미였으나, 외부 세계의 드럼을 받아 새로운 마력을 얻었다.
기타 등장인물
- 플레이어 캐릭터
  - 하쿠레이 레이무
  - 키리사메 마리사
  - 이자요이 사쿠야

- 보스
  - 치르노 : 1면 중보스

- 엔딩 게스트
  - 레밀리아 스칼렛

### 동방감주전
세이란
1면 중보스 및 보스. 환상향 정화 활동(환상향 천도)에 투입된 달토끼이다.
링고
2면 중보스 및 보스. 세이란과 같은 이유로 환상향에 투입되었다. 경단을 먹을수록 강해지는 능력이 있다고 한다.
도레미 스위트
3면 중보스 및 보스 및 7면(EX)보스. 꿈을 먹고사는 요괴다.
키신 사구메
4면 중보스 및 보스. 달의 도시의 월인이다. 입 밖에 낸것을 역전시키는 능력이 있다고 한다.
클라운피스
5면 보스. 5면 자코전 중간에도 잠시 나옴(대사만 말하고 튄다). 헤카티아의 지옥의 요정이다.
순호
6면 보스 및 7면(EX)보스. 순화시키는 능력을 가지고 있다. 달을 적대시하고 있다.
헤카티아 라피스라줄리
7면(EX) 보스. 지옥의 여신이다.
특이하게도 동방감주전은 EXTRA 스테이지가 7면이라고 표기된다.(스토리상 연관이 돼있음.)
기타 등장인물
- 플레이어 캐릭터
  - 하쿠레이 레이무
  - 키리사메 마리사
  - 레이센 우동게인 이나바
  - 코치야 사나에

- 게스트
  - 야사카 카나코
  - 모리야 스와코
  - 아쿠모 유카리
  - 야고코로 에이린
  - 호라이산 카구야
  - 이나바 테위